# Сталинский блок — за СССР
«Сталинский блок — за СССР» — избирательный блок, принимавший участие в выборах в Государственную Думу III созыва (декабрь 1999).
Блок декларировал свою коммунистическую и сталинистскую направленность.

## Предыстория
После политического размежевания РКРП и Трудовой России (ТР) возникла необходимость в создании нового избирательного блока под руководством ТР. 2 октября 1997 года был создан «Фронт трудового народа, армии и молодёжи за СССР» (ФТР), в который вошли Трудовая Россия, Союз офицеров и ныне запрещённая Национал-большевистская партия (НБП). Блок изначально планировался как костяк избирательного объединения. В январе 1999 года к блоку присоединился внук Сталина Евгений Джугашвили, было принято новое название — «Сталинский блок», примерно тогда же НБП стала отходить от блока.
Весной-летом 1999 г. тройка Анпилов-Терехов-Джугашвили прошла пропагандистским походом «За СССР» от Бреста до Курильских островов с целью объединения всех левых сил для победы в выборах в Государственную Думу.

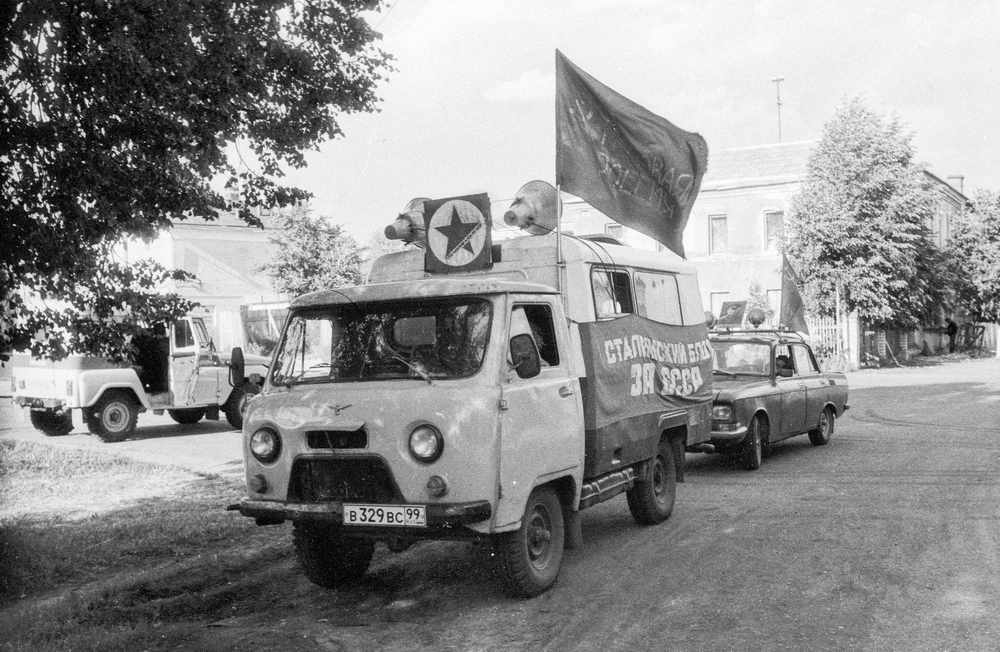
Участники «Сталинского блока за СССР» во время демонстрации коммунистов от Бреста до Курильских островов

21 июня 1999 руководство блока выступило с инициативой объединения всех компартий под эгидой КПРФ для участия в выборах «одной колонной». Из-за отсутствия интереса со стороны КПРФ объединение не состоялось, не удалось также договориться с другими мелкими радикальными организациями, которые предпочли объединяться вокруг РКРП Виктора Тюлькина (РПК Анатолия Крючкова, РКП-КПСС Алексея Пригарина, движение «Советская Родина») или выступить самостоятельно («Партия мира и единства» Сажи Умалатовой).
1 сентября этого же года блок был зарегистрирован ЦИК.

## Программа блока
В «Манифесте „Сталинского блока за СССР“» указываются следующие пункты:
- восстановление Советской власти и социализма, непременным условием чего должна стать отмена поста Президента в России на вечные времена;
- восстановление Союза Советских Социалистических Республик на основе незыблемости Потсдамского (1945 г.) Соглашения держав-победительниц во Второй мировой войне и в границах, закреплённых Хельсинкским (1975 г.) Совещанием по безопасности и сотрудничеству в Европе.
- курс на независимое от иностранных государств и банков развитие России, отказ от кабальных займов, возвращение вывезенных за границу капиталов;
- отмена итогов приватизации, возвращение собственности народу, восстановление государственной монополии внешней торговли, отмены коммерческой тайны, национализация частных банков;
- разработка и реализация чрезвычайного плана восстановления народного хозяйства, справедливый обмен между городом и деревней, государственная поддержка всех форм участия в выполнении намеченных планов, включая артельное производство, семейный и индивидуальный подряд;
- приоритетная поддержка трудового воспитания в школе, высшего образования и науки, предпочтительное внедрение достижений отечественной науки в производство;
- изучение и применение на практике сталинской политики регулярного снижения розничных цен на продукты, товары и услуги, восстановление покупательной способности заработка, пенсий и стипендий советского времени;
- восстановление гарантированных государством прав граждан на оплачиваемый труд, на жильё, бесплатное образование всех уровней, медицинское обслуживание, защищённое детство и обеспеченную старость;
- утверждение принципов пролетарского интернационализма, права наций на самоопределение, включая право на добровольное объединение в единое государство;
- привлечение к судебной ответственности высших государственных и партийных чиновников, предавших СССР, а также лиц, причастных к грабежу и геноциду народов России;
- освобождение (амнистия) осуждённых после 1991 года за кражи, покушения на частную собственность, совершённые в условиях безработицы, невыплат заработка и так далее;
- восстановление всеобщей занятости и уголовное преследование всех видов социального паразитирования и тунеядства: рантье, спекуляции, попрошайничества;
- отмена привилегий всех бюрократов и чиновников (включая самих депутатов);
- защита территориальной целостности и незыблемости наших границ, приоритетное оснащение Вооружённых Сил и Военно-морского Флота современной боевой техникой и всем необходимым для защиты свободы и независимости Советской Родины, достоинства её граждан в любой точке земного шара.

## Состав
- Трудовая Россия,
- Союз офицеров,
- Народно-патриотический союз молодёжи (дочерняя организация РКСМ),
- Движение «Союз».

Неофициально поддержали:
- КПСС Ленина-Сталина (дочерняя организация ТР),
- Общество по изучению наследия И. В. Сталина,
- ВКПБ А. Лапина,
- Большевистская платформа в КПСС (Татьяна Хабарова).

## Кандидаты блока
Федеральный список возглавляли Виктор Анпилов, Станислав Терехов и Евгений Джугашвили. Из наиболее известных кандидатов федерального списка также стоит выделить Игоря Малярова, Дарью Митину, Сергея Удальцова. Всего было выдвинуто 203 кандидата.

## Итоги деятельности блока
За федеральный список кандидатов в депутаты Государственной Думы Федерального Собрания Российской Федерации III созыва, выдвинутый избирательным блоком «Сталинский блок — за СССР», проголосовали 404259 избирателей, что составило 0,61 % от общего числа граждан, принявших участие в голосовании. В результате избирательное объединение не получило депутатского представительства в Государственной Думе по федеральному избирательному округу.
По итогам выборов в одномандатных округах кандидаты, выдвинутые избирательным блоком «Сталинский блок — за СССР», депутатами Государственной Думы избраны также не были.